# Petrophile macrostachya
Petrophile macrostachya är en tvåhjärtbladig växtart som beskrevs av Robert Brown. Petrophile macrostachya ingår i släktet Petrophile och familjen Proteaceae. Inga underarter finns listade i Catalogue of Life.